# Swolnpes darwini
Swolnpes darwini is een spinnensoort uit de familie Anamidae. De wetenschappelijke naam van de soort werd voor het eerst geldig gepubliceerd in 2009 door Main & Framenau.